# Totowa
Totowa est une municipalité américaine située dans le comté de Passaic au New Jersey. Lors du recensement de 2010, sa population est de 10 804 habitants.

## Géographie
Selon le Bureau du recensement des États-Unis, la municipalité s'étend sur 4,07 milles carrés (10,54 km2), dont 0,07 mille carré (0,18 km2) d'étendues d'eau.

## Histoire
La localité est fondée vers 1750. Elle devient un borough en 1898, à partir des townships de Manchester et de Wayne.
Son nom signifierait « c'est au milieu » dans la langue des Lenapes, en référence à sa situation entre une rivière et une montagne.

## Démographie
La population de Totowa est estimée à 10 817 habitants au 1er juillet 2017.
| Groupe                           | Totowa | New Jersey | États-Unis |
| -------------------------------- | ------ | ---------- | ---------- |
| Blancs                           | 83,6   | 72,4       | 76,9       |
| Asiatiques                       | 6,4    | 9,8        | 5,7        |
| Afro-Américains                  | 3,9    | 15,0       | 13,3       |
| Métis                            | 2,1    | 2,2        | 2,6        |
|                                  |        |            |            |
| Hispaniques et Latino-Américains | 14,7   | 20,0       | 17,8       |

Le revenu par habitant était en moyenne de 36 843 dollars par an entre 2012 et 2016, légèrement inférieur à la moyenne du New Jersey (37 538 dollars) mais supérieur à la moyenne nationale (29 829 dollars). Sur cette même période, 7,5 % des habitants de Totowa vivaient sous le seuil de pauvreté (contre 10,4 % dans l'État et 12,7 % à l'échelle des États-Unis).